# とんぼのめがね
「とんぼのめがね」は、額賀誠志作詞、平井康三郎作曲の童謡。
福島県楢葉郡広野村（現・双葉郡広野町）在住の医師であった額賀が1948年（昭和23年）に広野村の上浅見川箒平へ往診に出かけた際に見かけた子ども達がとんぼと遊んでいる情景を歌詞にしたものであるとされ、楽曲としての初出は翌1949年（昭和24年）の夏に放送されたNHKラジオの番組「幼児の時間」である。
2006年（平成18年）には文化庁と日本PTA全国協議会による日本の歌百選の一曲として選出された。
2005年と2008年の保育士試験課題曲に取り上げられた。
2008年（平成20年）にOVA『アンパンマンとはじめよう!きせつのうた まっかなあきだよ』の挿入歌としてクリームパンダ（声：長沢美樹）が歌い、同作のサントラCD『アンパンマンとはじめよう!きせつのうたをうたおう まっかなあきだよ』にも収録された。
常磐線広野駅の発車メロディに採用されている。